# Punta La Caverna
Punta La Caverna (spanisch) ist eine Landspitze im Norden der Livingston-Insel im Archipel der Südlichen Shetlandinseln. Sie liegt unmittelbar südlich des Playa Bahamonde auf der Ostseite des Kap Shirreff.
Chilenische Wissenschaftler benannten sie bei der 45. Chilenischen Antarktisexpedition (1990–1991) nach der unweit der Landspitze entdeckten Höhle.